# 埃里克·温斯坦
埃里克·罗斯·温斯坦（英語：Eric Ross Weinstein，1965年10月26日—）是一位美国科学播客，1992年在哈佛大学获得数学物理博士学位，导师拉乌尔·博特。